# Max Michaelis

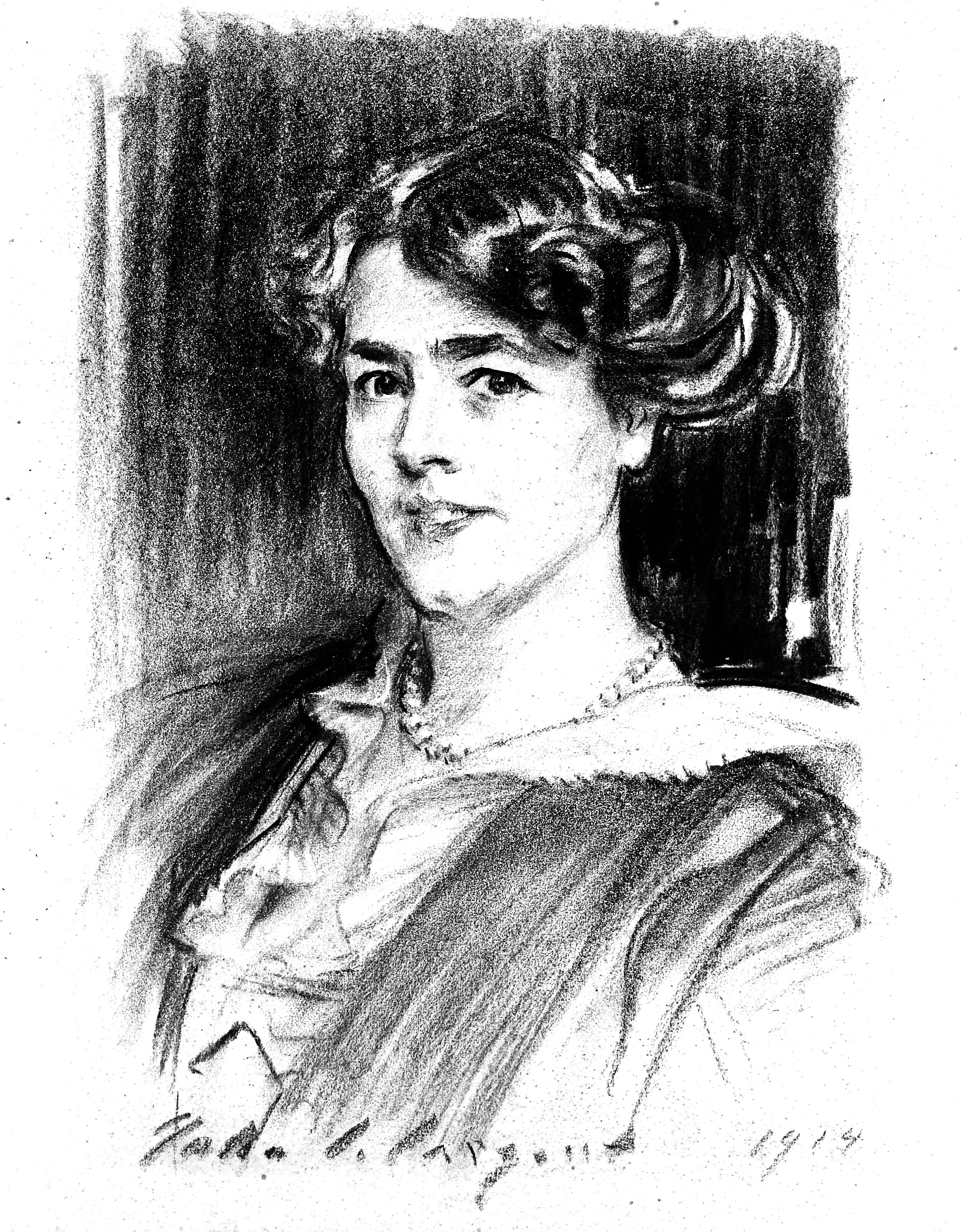
Lady Michaelis de John Singer Sargent

Max Michaelis   (Eisfeld, 11 de maig de 1852 - Zúric, 26 de gener de 1932) va ser un financer sud-africà, magnat de la mineria, benefactor i mecenes de les arts.

## Primers anys i educació
Michaelis va rebre la seva primera escolarització a Nuremberg, on es diu que va desenvolupar el seu amor pels vells mestres.

## Carrera minera
Michaelis va arribar per primera vegada a Sud-àfrica el 1876 quan va aterrar a Port Elizabeth. Dos anys més tard es va traslladar a Kimberley, atret pel descobriment de diamants el 1871 i la perspectiva de riquesa. Aquí es va convertir en un soci comercial proper de Julius Wernher i Alfred Beit i va conèixer Hermann Eckstein i Jim B. Taylor, amistats que havien de durar tota la vida. Wernher el va captar per tractar diamants per a Porges i Wernher i, a la dècada de 1880, va reestructurar la Cape Diamond Company. Va ser soci fundador de Wernher, Beit & Co. Al cap d’uns anys s’havia convertit en gerent de la Central Mining and Investment Corporation de Johannesburg.
Des del 1896 va treballar a les oficines de la corporació a Londres i hi va romandre fins al 1919, quan va tornar a Sud-àfrica. A Anglaterra va portar una vida extremadament apartada a la finca del camp, Tandridge Court, a Surrey. A diferència dels altres Randlords, no es va dedicar a grans despeses, va evitar la premsa, no tenia una mansió opulenta a Londres i, tot i desitjar una baronia, no era socialment ambiciós.

## Últims anys
Amb l'esclat de la Primera Guerra Mundial i la histèria anti-alemanya que va apoderar-se d'Anglaterra, Michaelis, a proposta del general Smuts va tornar a Sud-àfrica. Max Michaelis i la seva dona van arribar a Ciutat del Cap el 1919. El desembre d'aquell any es va fer una gran recepció cívica per a 2.000 convidats en honor seu.

### Filantropia i art
El 1913 va presentar al govern de la Unió una col·lecció de vells mestres holandesos i flamencs, un regal que el va fer cavaller. Aquests van constituir la base de la col·lecció Michaelis i es van allotjar a la Old Town House de Ciutat del Cap. La decisió d’allotjar la col·lecció a Ciutat del Cap va suposar grans crítiques; el sentiment públic de l’època era que els diners havien estat originats per les mines d’or i que la col·lecció pertanyia a Johannesburg. A més, moltes de les obres es consideraven de qualitat indiferent (el Retrat d’una dona de Frans Hals era el cinosure de la col·lecció) i hi havia almenys un quadre d’atribució qüestionable. Aquests treballs havien estat recollits per Lady Phillips (esposa de Sir Lionel Phillips) i Sir Hugh Lane.
El juny de 1920, a instàncies de Lady Phillips, va dotar la càtedra de Belles Arts de la Universitat de Ciutat del Cap i, a canvi, va ser recompensat amb un Doctoral en lleis honorari. També va donar una gran quantitat d'obres d'art a museus de Kimberley i Johannesburg. El 1924 es va conferir la distinció de cavaller a Max Michaelis. Va morir de càncer a la Bellariastraße 7 de Zúric el 26 de gener de 1932.

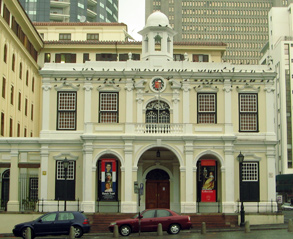
La casa antiga on s’exhibeix la col·lecció Michaelis. Ciutat del Cap, 2008

Lady Michaelis, que va tornar a Anglaterra a la mort de Max Michaelis, va presentar grans col·leccions d'art a la National Art Gallery de Ciutat del Cap ia Pretòria, amb altres regals a la Michaelis Collection de Ciutat del Cap. També va ser la fundadora de la casa ortopèdica Lady Michaelis de Ciutat del Cap. Moses Kottler va crear un bust de bronze de Sir Max, que es va col·locar al jardí de la Old Town House de Ciutat del Cap.
El 1920, Max Michaelis va adquirir la finca de Montebello a Newlands. Abans de la seva mort el 1996, el seu fill Cecil Michaelis, l'artista, intuint l'expropiació de la finca, va donar Montebello a la Universitat de Ciutat del Cap amb la condició es va utilitzar la finca per promoure el disseny - això ara es coneix com el centre de Montebello Disseny i l'antiga residència com a Michaelis House, la casa junior de les escoles universitàries sud-africanes.

## Galeria

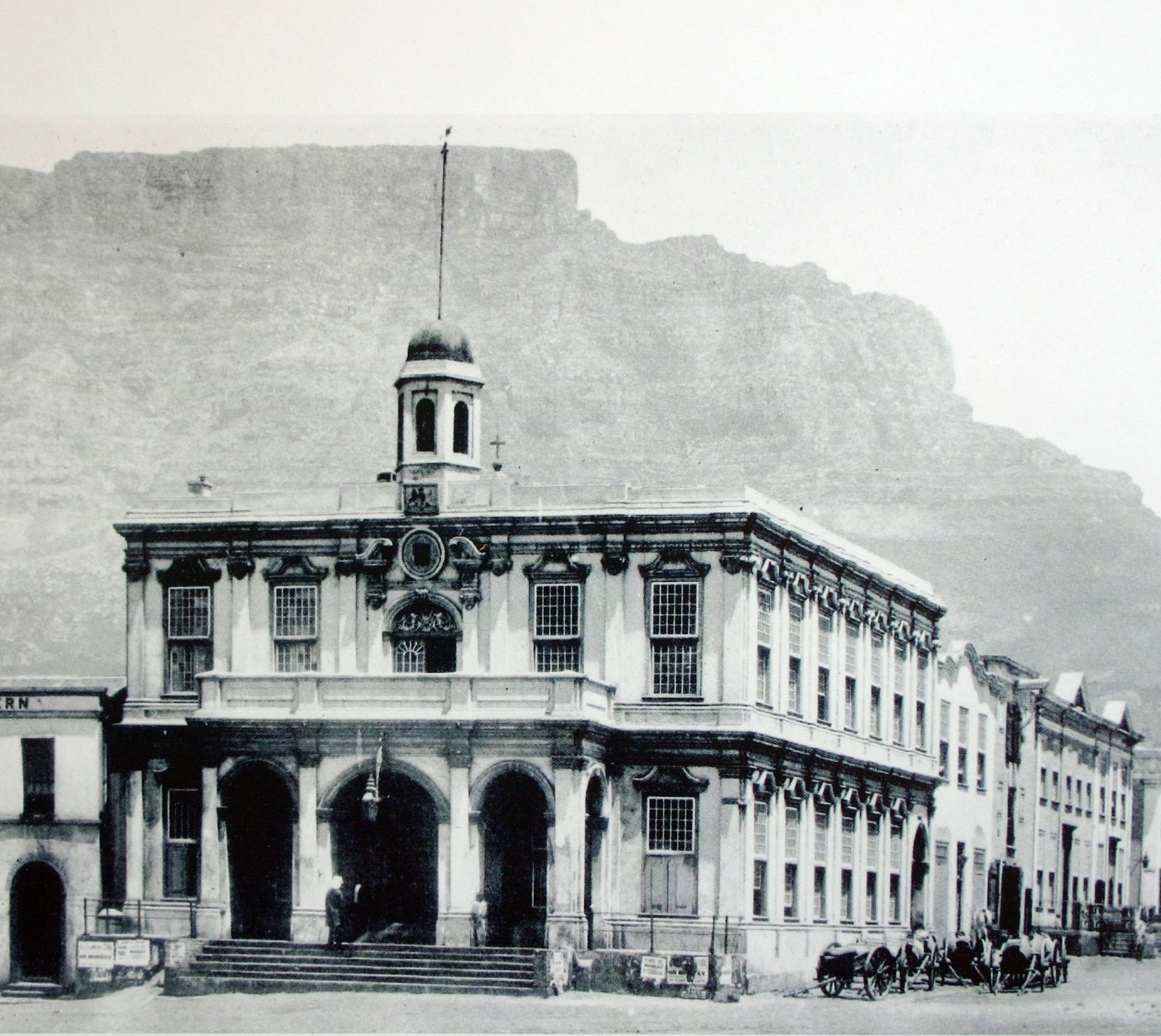
Casa de Ciutat vella, Ciutat de Cap el 1878
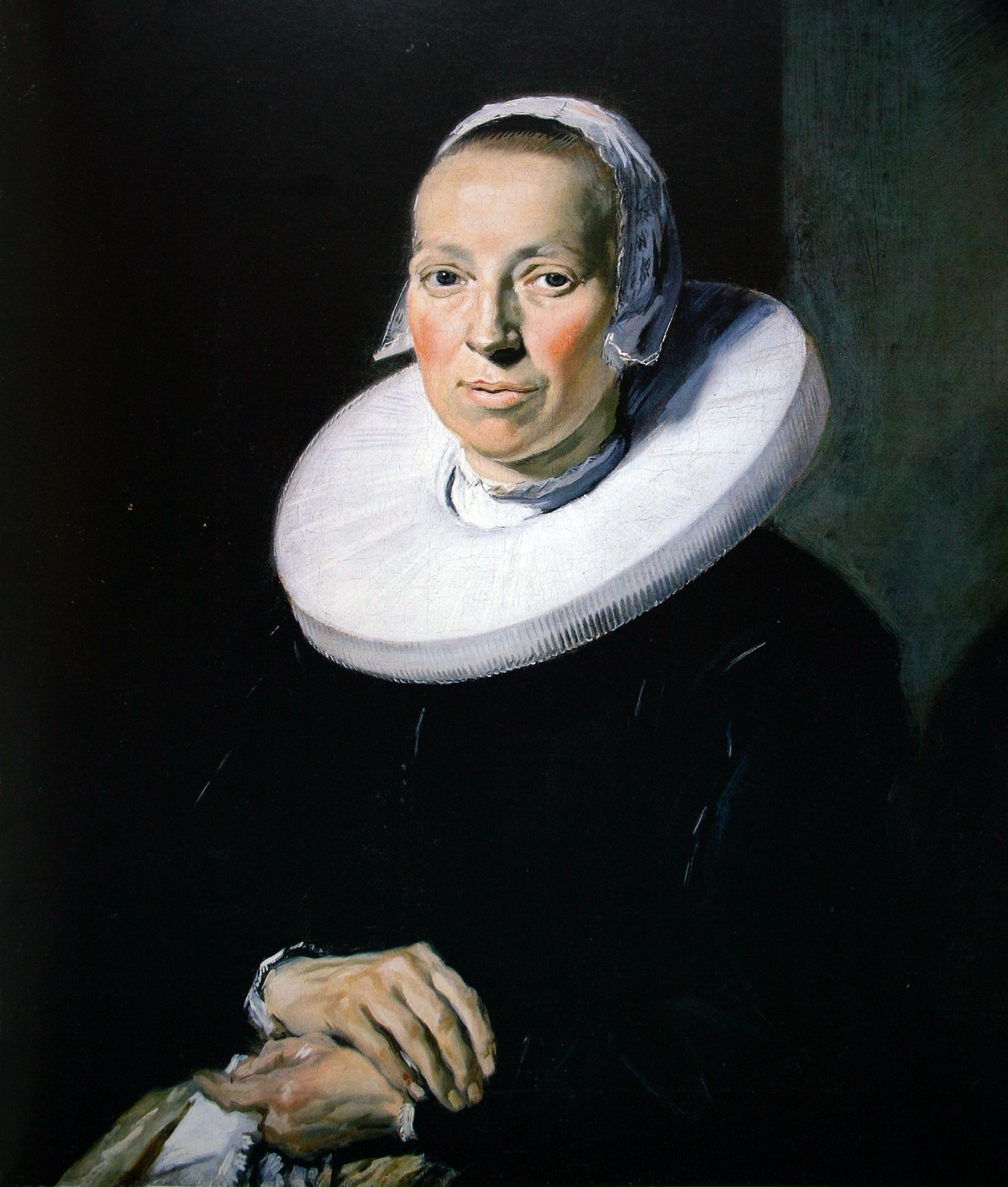
Retrat d'una Dona
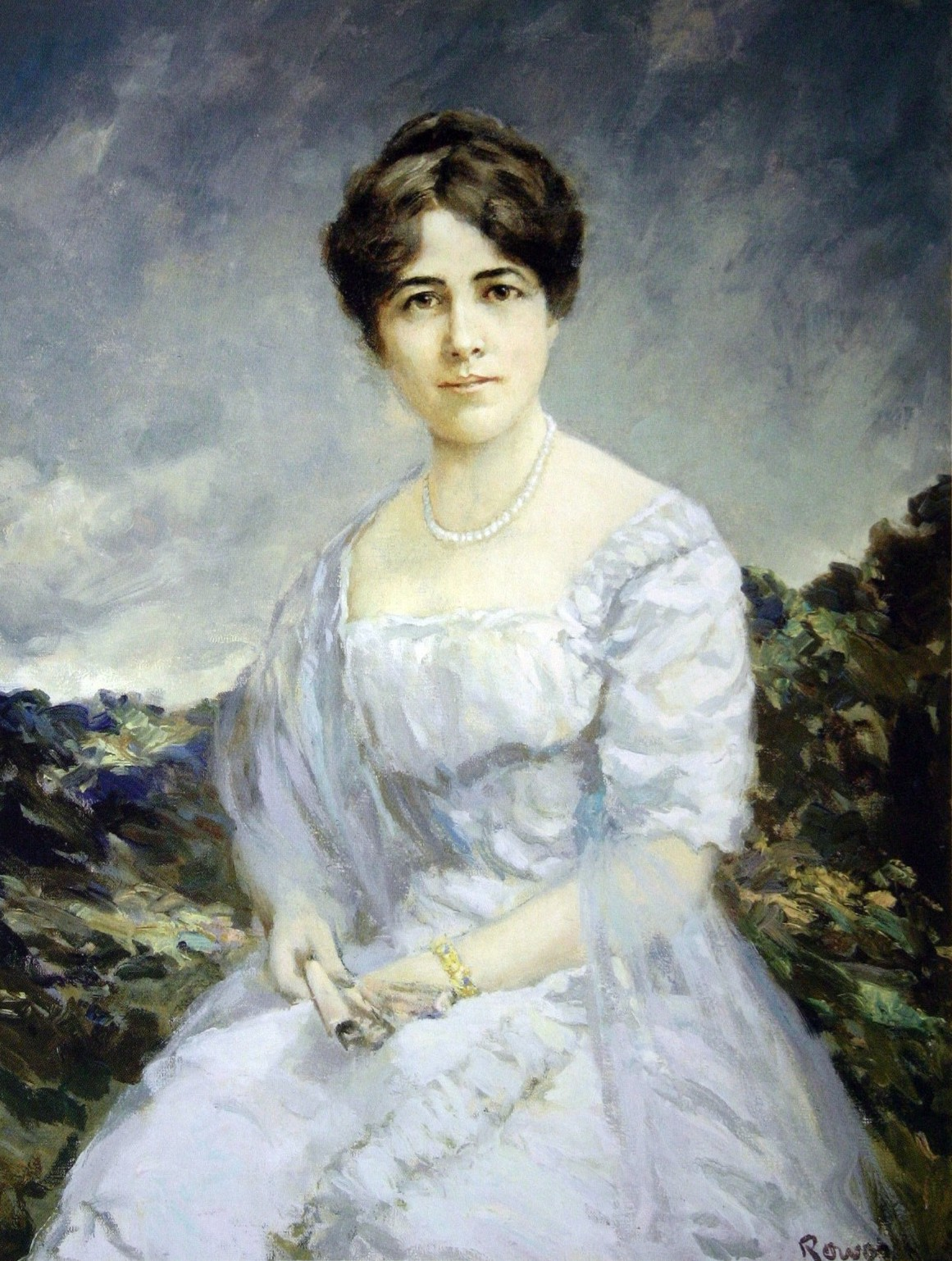
Senyora Michaelis